# Landbrief (Stiftspropstei Berchtesgaden)

Erste Seite der Bestätigung des Landbriefs durch den Salzburger Erzbischof Pilgrim II. von Puchheim

Der Landbrief von Ulrich I. Wulp wendete sich am 11. Februar 1377 bei seinem Amtsantritt als Stiftspropst des Klosterstifts Berchtesgaden an seine Untertanen im Berchtesgadener Land, um der großen Schuldenlast des Klosterstifts etwas entgegenzusetzen.

## Vorgeschichte
Propst Ulrich und seine Augustiner-Chorherren lebten in großem Luxus, so dass selbst ihre reichen Erträge u. a. durch ein seit 1180 sich selbst verbrieftes Salzregal nicht ausreichten. Die Schuldenlast erreichte eine „phantastische Höhe“, das Land verarmte zusehends. Dem suchte Wulp gleich bei seinem Amtsantritt am 11. Februar 1377 mit einem „Landbrief“, bestätigt am 22. Februar 1377 durch den Salzburger Erzbischof Pilgrim II. von Puchheim, zu begegnen. Darin bot er den leibeignen Untertanen die Güter und Lehen des Stifts zu erbrechtlichem Kauf an, allerdings unter der Bedingung, dass die Untertanen weiterhin ihren Lehensverpflichtungen nachzukommen hatten.
Diese Rechteerweiterung für die Untertanen war zudem auch der Preis, „den wüsten Thälern Berchtesgadens die Bevölkerung zu erhalten und zu mehren“. Die gleichzeitige Einführung eines „Erbrechts mit mäßigen unüberschreitbaren Gebühren“ war ein Schritt, der in anderen Ländern „noch in späten Jahrhunderten vermißt“ wurde und gab der Kultur den wirksamsten Vorschub. Nachdem Ulrich in den Seitentälern die Wälder ausgereutet hat, wurde den Bauern zwar der Zehnt, aber kein „Getreidedienst“ auferlegt – der Naturaldienst bestand lediglich in Käsen und Hühnern. Eine weitere Folge des Landbriefs war die Entwicklung und Ausgestaltung der Gnotschaften (Genossenschaften) Au, Berg, Bischofswiesen, Ettenberg, Gern, Ramsau, Scheffau, Schönau „an Umfang und innerm Behalte“. Laut Koch-Sternfeld deutete die Bezeichnung „Genossenschaft“ bereits auf „mildere Unterthansverhältnisse“.
Was die Schuldenlast angeht, sollte das Klosterstift erst 1556 (kurz vor seiner Erhebung zur Fürstpropstei Berchtesgaden) dank Wolfgang II. Griesstätter zu Haslach eine spürbare, allerdings nicht lange nachhaltige Tilgung erfahren.

## Ein Auszug des Landbriefs im Wortlaut
Entnommen in der Originalschreibung (samt zuweilen willkürlich wirkender Groß- und Kleinschreibung) und Zeichensetzung nach Joseph Ernst von Koch-Sternfeld von 1815, allerdings für die bessere Lesbarkeit mit einer grundlegenden Änderung, indem der durchgehende Fließtext bei dessen Hervorhebungen durch "–" hier stattdessen (nur) vor neuen Inhalten Spiegelpunkte gesetzt wurden. Vorangestellt wird dem Landbrief der dazu einleitende Absatz von Koch-Sternfeld. Im Original online in 3 Bildern einzusehen ist die am 22. Februar 1377 erfolgte Bestätigung des Landbriefs durch den Salzburger Erzbischof Pilgrim II. von Puchheim über die „Findmitteldatenbank“ des Bayerischen Hauptstaatsarchivs.
Am Aschermittwoche 1377 ward zu Berchtesgaden vom Propsten Ulrich, Andre Dekan, und dem ganzen Kapitel des Gotteshauses, mit Wissen, Rath und Gunst des Erzbischofs Pilgrims von Salzburg der Landbrief gefertigt, der die persönlichen und dinglichen Rechte der Unterthanen des Hochstifts, so wie ihre Pflichten im geschlossenen Bezirke [=Berchtesgadener Land] wohlthätiger ordnete und bestimmte. Im Wesentlichen urkundet dieser Brief folgendes:
„Wegen sichtbarer Nothdurft seyendes Gotteshauses Güter und Lehen mit den Alpen, die es bisher alle Jahre auf Freystift verlassen, an des Gotteshauses leibeigene Leute und deren Nachkommen zu rechtem Erbrecht verkauft werden; jedoch gegen besonders gelöste Briefe, und mit Vorbehalt der Leibeigenschaft, der Abgaben und Naturaldienste (in Küche und Kasten), der Wachdienste auf den Thürmen und Gemarken, und der Steuer:
- nur wegen verübter Unthaten solle künftig Hab und Gut, fahrend und liegend eingezogen: – ehrbarlicher Todtschlag könne vertheidigt werden.
- Nach Landesnothdurft bleibe vorbehalten die Landwehr; jeder Erbrechtsbesitzer mit seinem Harnische; und wer den nicht hätte, solle ½  Pfd. Pfenn. Wandel zahlen, und der Richter den Harnisch auf Kosten des Säumigen anschaffen.
- Von den verkauften Gütern seyen künftig keine Todtfälle mehr zu bezahlen: – verkauft und verpfändet könne nur an des Gotteshauses Leute mit Genehmigung der Herrschaft werden. Bey jedem Kaufe falle von nun an eine Anleit von 32 Pfenning; jeder Erbsansatz oder Lehenmuth sey mit 60 Pfenning zu entrichten.
- Streitiges Erbe müsse nach dem Landrechte ehevor ausgefochten werden. – Güter und Lehen können in zwey, drey, und mehr Theile vertheilt werden; jedoch würden alle Abgaben und Dienste nur von den zwey Hauptbesitzern gefordert werden.
- Wer auf das Gebot ohne ehhafte Ursache nicht erscheine, habe ½ Pfd. Pfenn. zu bezahlen; bey Ausständen trete die Pfändung ein; Rückstände im dritten Jahre machen das Lehen verfallen; Güter und Lehen sollen zu Haus und Feld baulich inne gehalten werden; nach deßfalls vergeblichen Mahnungen und Wändeln verfalle das Lehen dem Gotteshause

u.s.w.“